# روليان بايفا
روليان بايفا فرازاو (بالبرتغالية: Raulian Paiva Frazão؛ مواليد 17 أكتوبر 1995) هو مُقاتل فنون قتالية مختلطة برازيلي.

## وصلات خارجية
- روليان بايفا على موقع يو إف سي (الإنجليزية)
- روليان بايفا على موقع شيردوغ (الإنجليزية)